# Делос
Делос (грчки грч. ) је једно од острва у групацији Киклада у Грчкој. Управно острво припада општини острва Миконос, округу Киклади и Периферији Јужни Егеј.
Античке ископине на Делосу спадају међу најважније ископине античког света, па су од 1990. године укључене на списак светске баштине УНЕСКО.

## Природни услови
Делос је једно од малих острва Киклада, удаљено око 200 km југоисточно од Атине. Најближе веће острво је Миконос, неколико километара источно. Острво је слабо разуђено и брдовито у већем делу. Клима је средоземна и веома сушна. Биљни и животињски свет су такође особени за ову климу.

## Историја
За Делос, као и за целокупне Кикладе, је необично важно раздобље касне праисторије, тзв. Кикладска цивилизација, зависна и блиска Критској. Ту је створен и Делски савез.
Током старе Грчке Делос је био важно острво - светилиште. По митологији овде су рођени Аполон и његова сетра близнакиња Артемида. Због тога је на овом месту основано светилиште, веома поштовано међу древним Грцима. У класичном раздобљу античка Атина је улагала много напора да стави Делос под своју власт, а што јој је на крају и пошло за руком. У вези са тим Делос је познат и као место склапања тзв. Делског савеза под окриљем Атине.
Највећи успон острво доживљава 167. године п. н. е. као резултат проглашења Делоса за слободну луку. Тад се сва комерцијална делатност источног Медитерана концентрише на острво. Острво насељавају богати трговци, банкари и бродовласници из целог света који привлаче многе градитеље, уметнике и занатлије који су за њих градили луксузне куће и комплексе. У том периоду острво је било највећи трговачки центар целог света.
Просперитет острва и пријатељски односи са Римљанима били су главни узрок његовог уништења. Делос је два пута нападнут и опљачкан. 88. године п. н. е. од стране Митридата, непријатеља Римљана и 69. године п. н. е. од стране пирата, Митридатовог савезника.
После тога Делосом је владао стари Рим, а затим и Византија. 1204. г. после освајања Цариграда од стране Крсташа Киклади и Делос потпадају под власт Млечана, под којима остају вековима, до средине 16. века, када нови господар постаје османско царство.
У доба Латинског царства, Турци су са Делоса отели и одвели око 5000 људи у робље.
Иако становништво Делоса није било превише укључено у Грчки устанак 20-их година 19. века, оно је одмах припало новооснованој Грчкој. Међутим, у 20. веку долази до наглог исељавања месног становништва. Последњих деценија ово је донекле умањено развојем туризма.
Ископавања на локалитету су започела 1872. године и још увек су у току,а до сад је откопано светилиште и већи део космополитског хеленистичког града.

## Становништво
Главно становништво на Делосу су Грци. Делос спада у најређе насељена острва међу значајинијим острвима Киклада.

## Привреда
Привреда Делоса ослања се на туристичке посете, посебно са оближњег и веома посећеног Миконоса.